# Shutter Island (film)
Cet article concerne le film de Martin Scorsese. Pour le livre, voir Shutter Island.
Pour plus de détails, voir Fiche technique et Distribution.
Shutter Island est un thriller psychologique américain réalisé par Martin Scorsese et sorti en 2010. C'est l'adaptation du roman du même nom de l'écrivain Dennis Lehane publié en 2003.
Le film est un succès critique et commercial.

## Synopsis
En 1954, les marshals des États-Unis Teddy Daniels et Chuck Aule débarquent sur Shutter Island, une île au large de Boston, pour enquêter sur la disparition de Rachel Solando, une patiente d'un hôpital psychiatrique de « haute sécurité » sur l'île, Ashecliffe. À leur arrivée, le docteur Cawley leur explique que cette patiente a tué ses trois enfants en les noyant.
Lors de la recherche de Rachel Solando, Teddy Daniels aperçoit un phare, déjà fouillé aux dires de McPherson, le directeur adjoint de l'hôpital. En interrogeant le personnel, l'agent Daniels apprend que le psychiatre de Rachel, le docteur Sheehan, a quitté l'île le matin-même. Daniels se voit de plus refuser l'accès aux fichiers du personnel médical. Pendant la nuit, il rêve de sa femme, Dolores Chanal, disparue dans un incendie deux ans auparavant. Dans ce rêve, elle lui dit que Rachel est toujours sur l'île, tout comme Andrew Laeddis, le pyromane responsable de l'incendie qui a tué Dolores.
Le lendemain, alors que Teddy Daniels interroge les patients de la thérapie de groupe à laquelle participait Rachel, l'un d'entre eux lui enjoint de quitter l'île. Teddy avoue alors à Chuck Aule le motif réel de sa visite sur l'île : prouver que l'on mène des expériences sur les cerveaux des patients.
Contre toute attente, Rachel Solando réapparaît soudain, saine et sauve. Après leur rencontre, Daniels tombe malade, développant une photosensibilité et de violents maux de tête. Il s'évanouit. Au réveil, il se joint au personnel de l'hôpital qui tente de remettre de l'ordre dans le bâtiment C : avec la tempête, le générateur de l'hôpital est tombé en panne, libérant les patients les plus dangereux de l'institut. Daniels y rencontre George Noyce, qui a été tabassé et qui lui explique que tout ceci n'est qu'un jeu destiné à l'attirer sur l'île et qu'il craint qu'on ne le conduise au phare afin de le lobotomiser.
Teddy Daniels et Chuck Aule s'échappent de l'institut afin de pénétrer dans le phare. Chuck disparaît, et Teddy découvre une caverne dans laquelle se cache la vraie Rachel Solando. Celle-ci lui explique qu'elle était une psychiatre réputée avant d'être internée, et que les patients sont drogués pour ne sentir ni amour ni douleur, afin de devenir des agents dormants de la guerre froide. Teddy aurait été drogué de cette façon, dès son arrivée sur l'île.
Teddy Daniels fait exploser la voiture de Cawley pour distraire les gardiens et parvenir au phare. En arrivant au phare, Teddy ne trouve rien d'anormal, il monte au sommet, et découvre le docteur Cawley qui l'attendait. Edward/Teddy demande à Cawley pourquoi sa main tremble (pensant qu'il a été drogué) et Cawley déclare qu'il s'agit d'une interruption de Chlorpromazine, un médicament neuroleptique que Teddy prenait depuis 2 ans, Cawley révèle que Edward Daniels n'est autre qu'Andrew Laeddis et qu'il est l'un des patients de Shutter Island depuis deux ans, et que Rachel Solando n'aurait été que le fruit de son imagination. Cawley lui révèle qu'il a inventé Edward Daniels par anagramme de son vrai nom, ainsi que Rachel Solando qu'il aurait inventé par anagramme du nom de jeune fille de sa femme : Dolores Chanal, et Andrew/Edward aurait lui même tabassé George Noyce il y a deux semaines, uniquement parce que Noyce l'aurait appelé par son vrai nom. Chuck entre dans la pièce et se révèle être le docteur Sheehan, il se faisait passer pour son coéquipier afin de le surveiller et de s'assurer qu'il n'allait pas reproduire ses comportements violents. Sheehan lui révèle que la personne qui avait mis le feu à son appartement n'était autre que Dolores, qui avait perdu la raison, Andrew refuse de croire à leurs histoires et finit par se mettre en colère contre eux jusqu'à ce que Cawley lui montre les photos de ses enfants que Dolores avait noyés : Henry, Simon, et Rachel (la fille que Andrew voyait dans ses rêves).
C'est alors qu'Andrew se rappelle son passé : — Andrew Laeddis a tué sa femme en 1952 après avoir découvert qu'elle avait noyé leurs enfants —, et Andrew s'évanouit dans le phare. Après son réveil, il finit par tout avouer : il s'est créé un univers de personnages dont les noms sont des anagrammes (Dolores Chanal, sa femme, est devenue « Rachel Solando » (il aurait inventé ce nom parce qu'il refusait de croire que sa femme ait noyé ses enfants), et Andrew Laeddis s'est transformé en « Edward (Teddy) Daniels ») pour oublier son passé difficile, et s'est mis à penser que ses enfants morts étaient les enfants de quelqu'un d'autre pour avoir l'esprit tranquille. Ses désillusions viennent de sa culpabilité de ne pas être allé chercher de l'aide psychologique pour sa femme après qu'elle a brûlé leur appartement pour se suicider. Andrew a plutôt emmené toute sa famille vivre dans une maison près d'un lac où, quelque temps après l'incendie, Dolores noya ses trois enfants.
Le docteur Cawley lui explique que son état est cyclique : il redécouvre régulièrement sa véritable histoire, avant de l'oublier de nouveau. C'est pour cette raison que Cawley et Sheehan ont décidé cette fois de jouer son jeu et d'organiser un jeu de rôle à l'échelle de l'île, avec tout le personnel feignant de considérer Daniels comme un vrai marshal, et plusieurs indices subtils tout au long de l'enquête trahissent la manipulation,. Ils préviennent que si Laeddis, le patient le plus dangereux d'Ashecliffe, ne guérit pas cette fois-ci, c'est la lobotomie trans-orbitale qui l'attend, pour l'empêcher de nuire.
Andrew Laeddis reconnaît son histoire. Cependant, quelque temps plus tard, en discutant avec le docteur Sheehan, il s'adresse à lui en utilisant le prénom de « Chuck ». Le docteur Sheehan adresse alors un signe discret au docteur Cawley, qui comprend qu'ils doivent lobotomiser leur patient.
C'est alors qu'Andrew ajoute les phrases suivantes : « Cet endroit me laisse un peu perplexe. […] Qu'est-ce qu'il y a de pire pour vous ? Vivre en monstre ou mourir en homme de bien ? » Par cette phrase, il laisse comprendre à son psychiatre qu'il est redevenu sain d'esprit, mais préfère oublier son passé grâce à la lobotomie, au lieu de vivre avec la mort de sa femme et de ses enfants sur la conscience. Confus devant cette tragique révélation, Sheehan regarde son patient suivre de son plein gré le personnel médical le conduisant au phare afin de le lobotomiser,.

## Fiche technique
Sauf indication contraire, les informations mentionnées dans cette section peuvent être confirmées par les bases de données cinématographiques IMDb et Allociné,  présentes dans la section « Liens externes ».
- Réalisation : Martin Scorsese
- Scénario : Laeta Kalogridis, d'après le roman Shutter Island de Dennis Lehane
- Direction artistique : Max Biscoe, Robert Guerra et Christina Ann Wilson
- Décors : Dante Ferretti
- Costumes : Sandy Powell
- Maquillage : Manlio Rocchetti
- Photographie : Robert Richardson
- Montage : Thelma Schoonmaker
- Production : Mike Medavoy, Arnold Messer, Brad Fischer et Martin Scorsese
  - Production exécutive : Dennis Lehane, Laeta Kalogridis, Louis Phillips et Chris Brigham
- Sociétés de production : Phoenix Pictures, Sikelia Productions, Appian Way, Hollywood Gang Productions et Paramount Pictures
- Sociétés de distribution : Paramount Pictures, Columbia Pictures
- Format : couleur - 2,35:1 - 35 mm - SDDS / Dolby Digital / DTS
- Pays de production :  États-Unis
- Langue originale : anglais
- Genre : thriller psychologique, drame et néo-noir[4]
- Durée : 130 minutes
- Dates de tournage : 6 mars au 30 juin 2008
- Dates de sortie :
  - États-Unis, Canada : 19 février 2010
  - France, Belgique : 24 février 2010
- Classification :
  - États-Unis : R - Restricted[5]
  - France : Interdit aux moins de 12 ans[6]

## Distribution

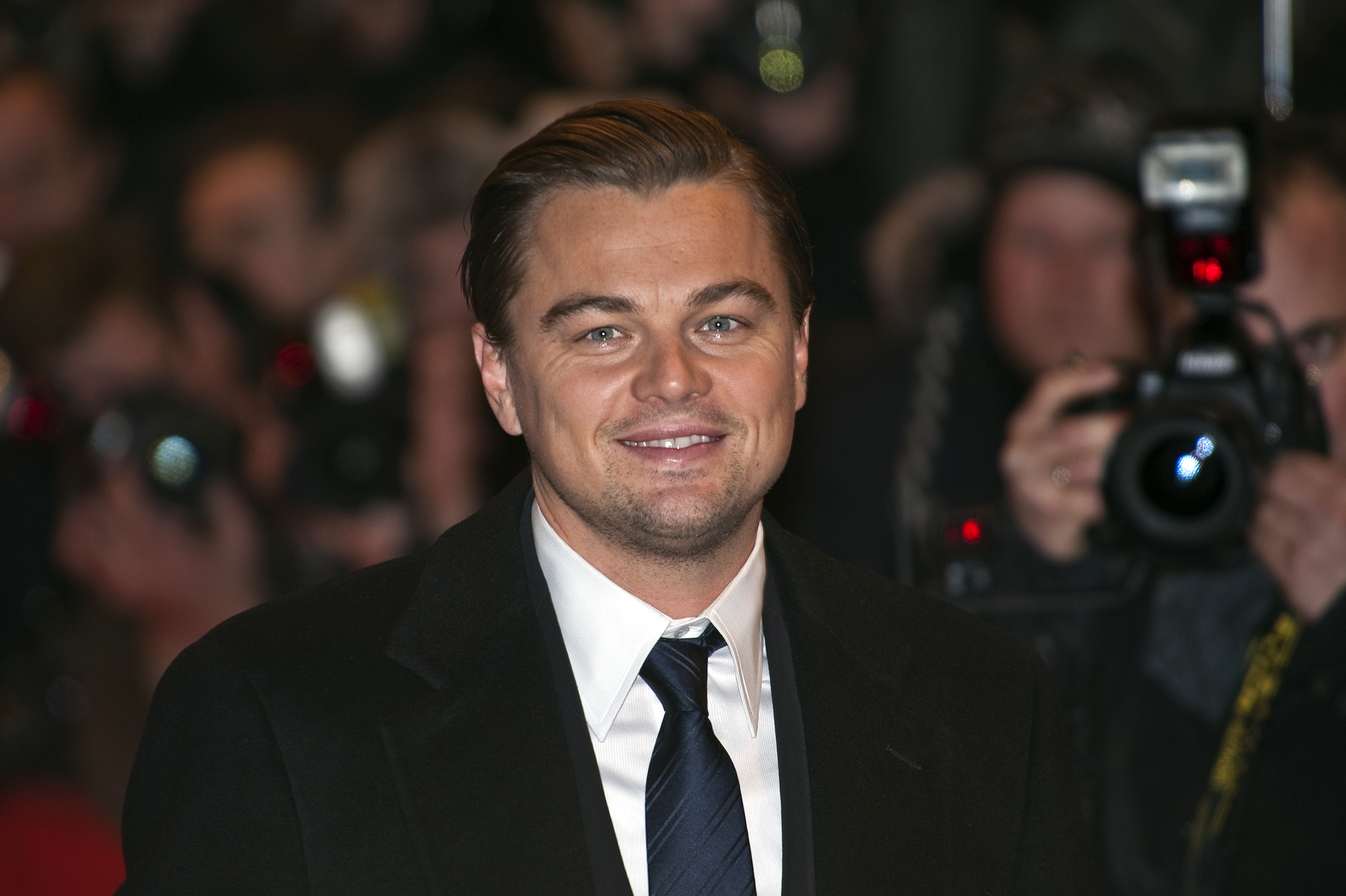
L'acteur Leonardo DiCaprio, pour la présentation du film à la Berlinale 2010.

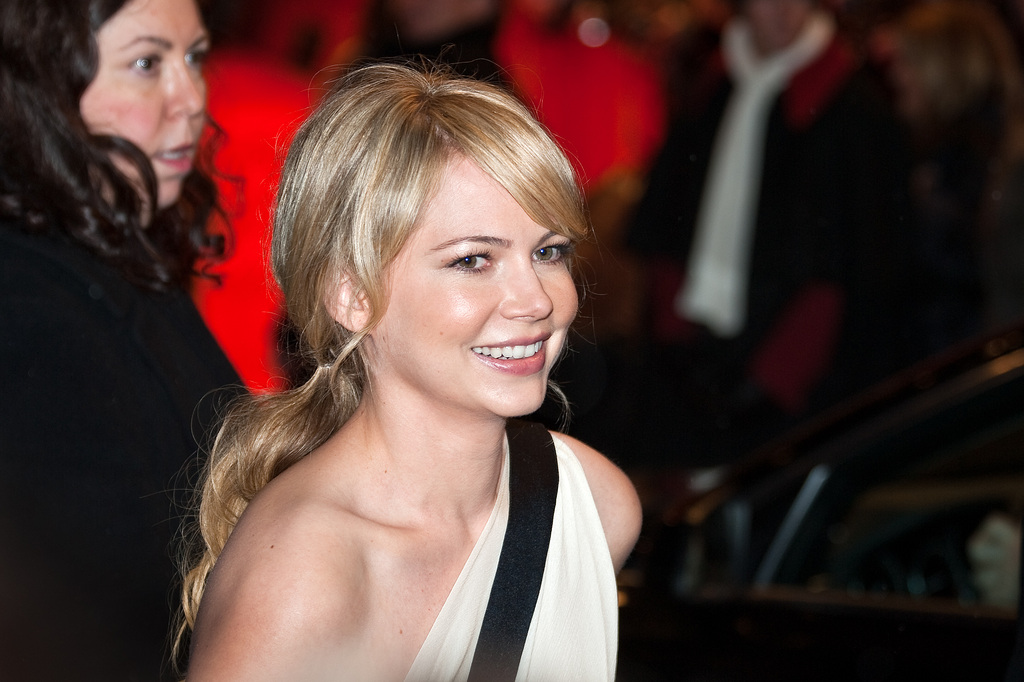
L'actrice Michelle Williams, également à la Berlinale 2010.

- Leonardo DiCaprio (VF : Damien Witecka) : Edward « Teddy » Daniels / Andrew Laeddis
- Mark Ruffalo (VF : Robinson Stévenin) : Chuck Aule / Docteur Lester Sheehan
- Ben Kingsley (VF : Gérard Rinaldi) : Docteur John Cawley
- Max von Sydow (VF : lui-même) : Docteur Jeremiah Naehring
- Michelle Williams (VF : Élisabeth Ventura) : Dolores Chanal, la femme de Teddy
- Emily Mortimer (VF : Émilie Gonin) : la fausse Rachel Solando
- Patricia Clarkson (VF : Clara Borras) : Rachel Solando
- Jackie Earle Haley (VF : Julien Kramer) : George Noyce
- Ted Levine (VF : Igor De Savitch) : le directeur
- John Carroll Lynch (VF : Mathieu Buscatto) : le directeur adjoint McPherson
- Elias Koteas : hallucination de Laeddis
- Robin Bartlett : Bridget Kearns
- Christopher Denham (VF : Vincent de Bouard) : Peter Breene
- Joseph Sikora : Glen Miga
- Curtiss Cook (VF : Jean-Baptiste Anoumon) : Trey Washington
- Joseph McKenna (VF : Pierre Dourlens) : Billings

- Version française
  - Studio de doublage : Symphonia Films
  - Direction artistique : Virginie Méry
  - Adaptation : Philippe Millet

Source et légende : version française (VF) sur AlloDoublage

## Production

### Choix des interprètes

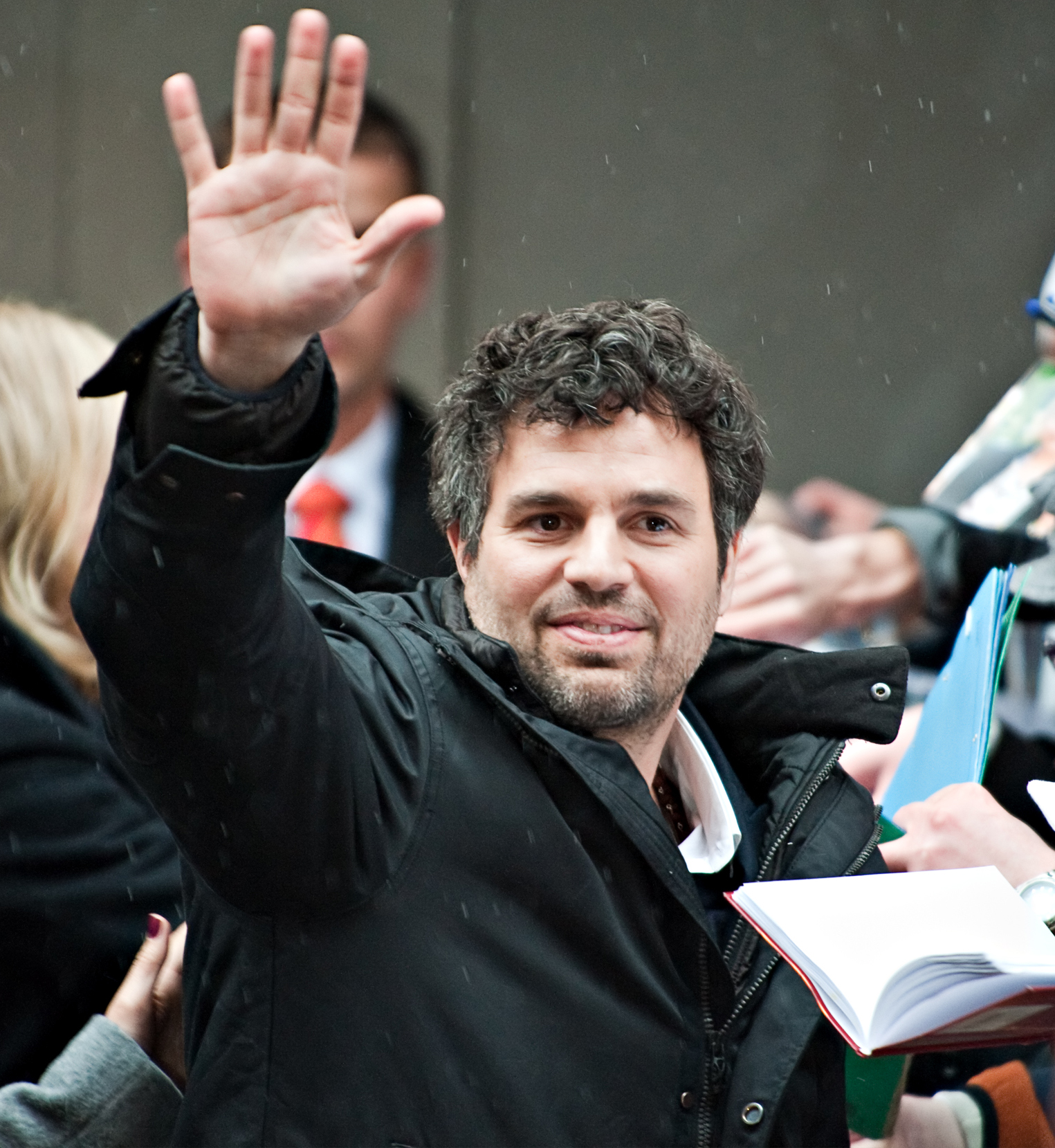
L'acteur Mark Ruffalo, également à la Berlinale 2010.

C'est la quatrième fois que Martin Scorsese dirige Leonardo DiCaprio, après Gangs of New York (2002), Aviator (2004), Les Infiltrés (2006) et avant Le Loup de Wall Street (2013). DiCaprio produit également le film via sa société de production Appian Way.
Sylvester Stallone fut le premier choix pour le rôle de Chuck Aule mais il décline la proposition pour conflit d'emploi du temps et Mark Ruffalo fut engagé.
Il s'agit de la seconde fois que Mark Ruffalo et John Carroll Lynch se partagent la vedette après Zodiac, de même pour Ben Kingsley et Emily Mortimer, qui se retrouvent après Transsibérien.

### Tournage
Le film a été tourné dans l'ancien hôpital psychiatrique Shutter Island. Le réalisateur Martin Scorsese retrouve dans ce film la monteuse Thelma Schoonmaker qui monte tous ses films depuis Raging Bull (1980), le chef décorateur Dante Ferretti qui travaille avec lui depuis Le Temps de l'innocence (1993), ainsi que le chef opérateur Robert Richardson, avec qui il avait déjà travaillé sur Casino, À tombeau ouvert (1999) et Aviator.

## Musique
Aucune bande originale n'a été composée pour le film. Martin Scorsese a cependant demandé à son collaborateur et ami Robbie Robertson, ainsi qu'au compositeur John Powell, d'assembler différents morceaux préexistants.
La musique est supervisée par Robertson, ancien leader du groupe The Band, dont Scorsese a filmé le dernier concert dans le film La Dernière Valse.
Disque 1
1. Tropes (Ingram Marshall) – (Orchestra of St. Lukes & John Adams)
2. Symphonie nº 3 de Penderecki – Allegro Moderato (Krzysztof Penderecki) – (National Polish Radio Symphony & Antoni Wit)
3. Music for Marcel Duchamp (John Cage) – (Philipp Vandré)
4. Hommage à John Cage – (Nam June Paik)
5. Lontano (György Ligeti) – (Wiener Philharmoniker & Claudio Abbado)
6. Rothko Chapel 2 (Morton Feldman) – (UC Berkeley Chamber Chorus)
7. Cry – (Johnnie Ray)
8. On the Nature of Daylight – (Max Richter)
9. Uaxuctum: The Legend of the Mayan City Which They Themselves Destroyed for Religious Reasons – 3rd Movement (Giacinto Scelsi) – (Vienna Radio Symphony Orchestra)
10. Quartet for Strings and Piano in A Minor (Gustav Mahler) – (Prazak Quartet)

Disque 2
1. Christian Zeal and Activity (John Adams) – (The San Francisco Symphony & Edo de Waart)
2. Suite for Symphonic Strings: Nocturne (Lou Harrison) – (The New Professionals Orchestra & Rebecca Miller)
3. Lizard Point – (Brian Eno)
4. Four Hymns: II for Cello and Double Bass (Alfred Schnittke) – (Torleif Thedéen & Entcho Radoukanov)
5. Root of an Unfocus (John Cage) – (Boris Berman)
6. Prelude – The Bay – (Ingram Marshall)
7. Wheel of Fortune – (Kay Starr)
8. Tomorrow Night – (Lonnie Johnson)
9. This Bitter Earth / On the Nature of Daylight – (Dinah Washington & Max Richter ; arrangements de Robbie Robertson)

## Accueil

### Sortie
La sortie du film était initialement prévue pour le 14 octobre 2009, mais a finalement été repoussée au 24 février 2010, afin d'avoir un créneau plus porteur au box-office, l'année 2009 étant marquée par la récession. Le report met de facto le long-métrage hors-course de la saison des Oscars et des récompenses cinématographiques où il était envisagé comme un candidat,.

### Accueil critique
Le film est bien accueilli par la presse anglo-saxonne. En effet, 68 % des critiques sur le site Rotten Tomatoes sont positives, pour une note moyenne de 6,6⁄10 pour 255 critiques. Le site Metacritic lui attribue 63 % d'avis positifs pour 37 critiques.
En France aussi, les critiques sont bonnes. Le site Allociné propose une note moyenne de 3,8⁄5 à partir de l'interprétation de critiques provenant de 31 titres de presse, tandis que la note moyenne des internautes est 4,4⁄5.

### Box-office
- Monde : 294 804 195 $[13]
- États-Unis : 128 012 934 $
- France : 3 108 773 entrées, soit 26 406 255 $[14]

Par ailleurs, Martin Scorsese a réalisé son meilleur score au box-office en France avec Shutter Island.

## Distinctions
Sauf indication contraire, les informations mentionnées dans cette section peuvent être confirmées par la base de données cinématographiques IMDb,  présente dans la section « Liens externes ».

### Récompenses
- National Board of Review Awards 2010 :
  - Top Ten Films
  - Meilleurs décors pour Dante Ferretti
- Teen Choice Awards 2010 : meilleur acteur dans un film d'horreur ou thriller pour Leonardo DiCaprio

### Nominations
- Saturn Awards 2011
  - Meilleur acteur pour Leonardo DiCaprio
  - Meilleure réalisation pour Martin Scorsese
  - Meilleur film d'horreur ou thriller
  - Meilleurs décors pour Dante Ferretti
  - Meilleur acteur dans un second rôle pour Mark Ruffalo
- Art Directors Guild Awards 2011 : meilleure direction artistique pour un film historique
- Empire Awards 2011 : meilleur thriller
- Teen Choice Awards 2010 :
  - Meilleur film d'horreur ou thriller
  - Meilleure actrice dans un film d'horreur ou thriller pour Michelle Williams

## Autour du film
- D'autres romans de Dennis Lehane ont été adaptés au cinéma : Mystic River de Clint Eastwood (avec Sean Penn, Tim Robbins et Kevin Bacon) et Gone Baby Gone de Ben Affleck (avec Casey Affleck, Ed Harris et Morgan Freeman).
- Le personnage joué par Leonardo DiCaprio a un pansement sur la tête tout au long de son enquête et ne le retire qu'une fois la vérité dévoilée. Le pansement symbolise la blessure du personnage et le fait qu'il ne l'ait plus à la fin symbolise la guérison.
- De la même façon, il arrive habillé en civil sur l'île, puis par un concours de circonstance se retrouve affublé d'une tenue de membre du personnel médical, symbolisant qu'il appartient déjà à l'île. En effet, plus sa folie devient probable, plus ses vêtements deviennent gris, comme l'uniforme des patients.
- Dans un entretien accordé au Times, Martin Scorsese a laissé entrevoir le fait que le personnage joué par Leonardo DiCaprio retrouve finalement la raison et de ce fait préfère être lobotomisé plutôt que de vivre avec la mort de sa femme sur la conscience[3],[2].
- Le film évoque le massacre de Dachau, notamment par des flashback.